# تأثير هارتمان
يصف تأثير هارتمان Hartman effect كيف أن زمن التباطؤ لجسيم النفق الكمي مستقل عن سمك الحاجز المعتم. سميت على اسم توماس هارتمان ، الذي اكتشفها عام 1962.

## نظرة مبدئية
تأثير هارتمان هو تأثير النفق الكمومي خلال حاجز حيث يميل وقت عبور النفق إلى الثبات حتى لحواجز سميكة . تم وصف هذا لأول مرة من قبل توماس هارتمان في عام 1962. على الرغم من أن التأثير تم التنبؤ به لأول مرة للجسيمات الكمومية التي تحكمها معادلة شرودنغر ، إلا أنه موجود أيضًا لحزم الموجات الكهرومغناطيسية التقليدية التي تعبر النفق في شكل موجات زائلة عبر الحواجز الكهرومغناطيسية. هذا لأن معادلة هيلمهولتز للموجات الكهرومغناطيسية ومعادلة شرودنغر المستقلة عن الزمن لها نفس الشكل. ونظرًا لأن النفق هو ظاهرة موجية ، فإنه يحدث لجميع أنواع الموجات - موجات المادة ، والموجات الكهرومغناطيسية ، وحتى الموجات الصوتية. ومن ثم يجب أن يوجد تأثير هارتمان لجميع موجات الأنفاق.
لا يوجد تعريف فريد ومقبول عالميًا لـ "وقت تخلل الأنفاق" في الفيزياء. هذا لأن الزمن ليس عاملاً في ميكانيكا الكم ، على عكس الكميات الأخرى مثل الموضع والزخم. من بين العديد من المرشحين لـ "وقت النفق" (1) تأخير المجموعة أو وقت الطور ، (2) وقت السكون ، (3) أوقات لارمور ، (4) وقت Büttiker-Landauer ، و (v) الوقت شبه الكلاسيكي . ثلاثة من أزمنة النفق هذه (تأخير المجموعة ، ووقت السكون ، ووقت Larmor) تظهر تأثير هارتمان ، بمعنى أنها تصل إلى تشبع بقيمة ثابتة مع زيادة سماكة الحاجز. فإذا ظل زمن تخلل النفق T ثابتًا مع زيادة سماكة الحاجز L ، فإن سرعة عبور النفق v = L/T  سيصبح غير مقيد. وبالتالي فإن تأثير هارتمان يؤدي إلى تنبؤات بسرعات نفق كبيرة بشكل شاذ ، وحتى سرعات فائقة في حيز الحواجز السميكة. ومع ذلك ، فإن احتمال تخلل هذا الحاجز يصبح ضئيلًا للغاية ، نظرًا لأن كثافة الاحتمال داخل الحاجز تكون متناقصة بشكل أسي بزيادة سمك الحاجز.

## التحقق التجريبي من تأثير هارتمان
تعد تجارب زمن العبور النفقي للجسيمات الكمومية مثل الإلكترونات صعبة للغاية ، ليس فقط بسبب المقاييس الزمنية (الأتوثانية) ومقاييس الطول (تحت نانومتر) المعنية ، ولكن أيضًا بسبب التفاعلات المربكة المحتملة مع البيئة التي لا علاقة لها بالتخلل الفعلي للنفق . ونتيجة لذلك ، استندت الملاحظات التجريبية الوحيدة لتأثير هارتمان على نظائرها الكهرومغناطيسية للنفق الكمومي. وتم التحقق التجريبي الأول من تأثير هارتمان من قبل "إندرز" و "نيمتز" ، اللذان استخدما دليل موجي ميكروويف في منطقة ضيقة كانت بمثابة حاجز أمام الموجات ذات الترددات الأقل من تردد القطع cutoff frequency في تلك المنطقة. قاما بقياس انزياح الطور المعتمد على التردد لموجات الميكروويف المستمرة (cw) التي تنقلها البنية. ووجدا أن إنزياح الطور المعتمد على التردد كان لا يعتمد على سمك منطقة الحاجز. نظرًا لأن تأخير المجموعة الموجية (زمن الطور) هو مشتق من تحول الطور فيما يتعلق بالتردد ، فإن استقلالية تحول الطور تعني أن تأخير المجموعة مستقل عن سمك الحاجز ، وهو تأكيد لتأثير هارتمان. ووجدا أيضًا أن تأخير المجموعة الموجية المقاسة كان أقصر من وقت العبور L / c لنبضة تنتقل بسرعة الضوء c على نفس سمك الحاجز L في الفراغ. من هذا ، تم الاستدلال على أن نفق الموجات المحبطة يكون فوق اللمعان.
في الترددات الضوئية ، تشتمل الترددات الكهرومغناطيسية المناظرة للنفق الكمومي على انتشار موجي في هياكل ذات فجوة نطاق ضوئية وانعكاس داخلي إجمالي محبط تكون عند الواجهة بين موشورين على اتصال وثيق. أرسل "سبيلمان وزملاؤه نبضات ليزر fs12 (FWHM) من خلال نطاق توقف لهيكل عازل متعدد الطبقات. ووجدوا أن تأخر المجموعة الموجية المقاس كان غير معتمدا على عدد الطبقات ، أو على نحو مكافئ ، عير معتمدا على سماكة الحاجز الفوتوني ، مما يؤكد تأثير هارتمان لنفق موجات الضوء. في تجربة بصرية أخرى ، Longhi وزملاؤه أرسلوا نبضات ليزر عريضة بمعدل 380 نبضة في الثانية عبر شريط التوقف لشبكة Bragg الليفية (FBG). قاموا بقياس تأخير المجموعة للنبضات المرسلة لشبكات بسمك 1.3 سم ، و 1.6 سم ، و 2 سم ووجدوا أن التأخير يصل إلى تشبع بزيادة السمك L طبقا لدالة tanh ( qL ) ، حيث q هو ثابت اقتران المحزوز grating coupling constant. هذا تأكيد آخر لتأثير هارتمان. كانت سرعة مجموعة النفق المستنتج أسرع من سرعة النبضة المرجعية المنتشرة في الياف بدون حاجز وزادت أيضًا بطول fiber Bragg grating ، أو بالمثل بالانعكاسية .
في نهج مختلف للنفق البصري ، قام "بالكو" و "دترو " Dutriaux بقياس تأخر المجموعة المرتبط بنقل الضوء عبر فجوة صغيرة بين منشورين . عندما يصطدم شعاع ضوئي ينتقل عبر المنشور بالواجهة بين الزجاج والهواء بزاوية أكبر من زاوية حرجة معينة فإنه يخضع لانعكاس داخلي كلي ولا تنتقل أي طاقة إلى الهواء. ومع ذلك ، عندما يتم تقريب منشور آخر (ضمن طول موجي) من المنشور الأول ، يمكن للضوء أن ينفق (يتخلل النفق) عبر الفجوة ويحمل الطاقة إلى المنشور الثاني. تُعرف هذه الظاهرة باسم الانعكاس الداخلي الكلي المحبط (FTIR) ، وهذه هي نظير بصري للنفق الكمومي. حصل " بالكو" و "دتريو" على تأخير المجموعة من قياس انزياح الحزمة (المعروف باسم انزياح Goos-Hänchen ) خلال FTIR. ووجدوا أن المجموعة تتأخر وتصل إلى تشبع بزيادة المسافة بين المنشورين ، مما يؤكد تأثير هارتمان. وجدوا أيضًا أن تأخيرات المجموعة كانت متساوية لكل من الحزم المنقولة والمنعكسة ، وهي نتيجة متوقعة للحواجز المتماثلة (المتناظرة) symmetric barriers .
كما لوحظ تأثير هارتمان مع الموجات الصوتية. يانغ وآخرون. فقد اختبروا انتشار نبضات الموجات فوق الصوتية من خلال بلورات صوتية ثلاثية الأبعاد مصنوعة من خرز كربيد التنجستن في الماء. بالنسبة للترددات داخل نطاق التوقف ، وجدوا أن المجموعة المتأخرة مشبعة بسمك العينة. عن طريق تحويل التأخير إلى سرعة طبقا للعلاقة v = L / T ، وجدوا أن سرعة مجموعة تزداد مع سماكة العينة. و في تجربة أخرى ، روبرتسون وآخرون. حيث قاموا بإنشاء هيكل دليل موجي صوتي دوري ذو فجوة نطاق صوتية لنبضات تردد الصوت. ووجدوا أنه داخل نطاق التوقف ، كان تأخير المجموعة الصوتية غير حساس نسبيًا لطول (سمك) الهيكل ، وهو يحقق تأثير هارتمان. علاوة على ذلك ، زادت سرعة المجموعة مع زيادة السمك وكانت أكبر من سرعة الصوت ، وهي ظاهرة يسمونها "كسر حاجز الصوت".

## أصل تأثير هارتمان
لماذا يصبح وقت نفق الجسيم أو الحزمة الموجية مستقلاً عن عرض الحاجز للحواجز كافية السمك؟ كان أصل تأثير هارتمان لغزا لعقود. إذا أصبح وقت النفق مستقلاً عن عرض الحاجز ، فإن المعنى الضمني هو أن حزمة الموجة تتسارع لأن الحاجز أطول. فهي لا تزيد من سرعتها فحسب ، بل إنها تتسارع بالقدر المناسب فقط لاجتياز المسافة المتزايدة في نفس الفترة الزمنية. في عام 2002 ، أظهر هربرت وينفول أن تأخر المجموعة في بنية فجوة الحزمة الضوئية مطابق لوقت السكون الذي يتناسب مع الطاقة المخزنة في الحاجز. في الواقع ، فإن وقت السكون هو الطاقة المخزنة مقسومة على طاقة الإدخال. في نطاق التوقف ، يعد المجال الكهربائي دالة متناقصة بشكل كبير بزيادة المسافة. وتتناسب الطاقة المخزنة مع تكامل مربع الحقل. هذا التكامل ، المنطقة الواقعة تحت التحلل الأسي ، يصبح مستقلاً عن الطول لحاجز طويل بما فيه الكفاية. تتأخر المجموعة في التشبع لأن الطاقة المخزنة تتشبع. أعاد تعريف تأخير المجموعة في النفق على أنه عمر الطاقة المخزنة التي تتسرب عبر كلا الطرفين. هذا التفسير لتأخير المجموعة كعمر يفسر أيضًا سبب تساوي تأخيرات مجموعة الإنتقال والانعكاس لحاجز متماثل. وأشار إلى أن وقت تخلل الأنفاق ليس تأخير انتشار و "يجب عدم ربطه بسرعة حيث لا تنتشر الموجات الزائلة ". في منشورات علمية أخرى ، وسع "وينفول" تحليله ليشمل النفق الكمومي (على عكس الكهرومغناطيسية) وأظهر أن تأخر المجموعة الموجية يساوي وقت السكون بالإضافة إلى تأخير التداخل الذاتي ، وكلاهما يتناسب مع كثافة الاحتمال المتكاملة integrated probability density وبالتالي يتشبع بزيادة سمك الحاجز .

## اقرأ أيضا
- نفق ميكانيكا الكم